# Xirrus
Xirrus Inc. este o companie din Thousand Oaks, California, S.U.A. care are ca obiect de activitate dezvoltarea și comercializarea de echipamente wireless. Antenele wireless comercializate de Xirrus au integrate 2, 4, 8, 12 sau 16 access point-uri care funcționează concomitent pe frecvențe de 2,4 Ghz sau 5 Ghz, banda disponibilă fiind de 300 Mbps sau 450 Mbps și putând suporta de la 480 la 1792 de utilizatori pe o singură antenă.